# Zimóvie
Zimóvie (en rus: Зимовье) és un poble (un possiólok) del krai de Khabàrovsk, a Rússia, que el 2012 tenia 79 habitants. Pertany al districte rural de Verkhnebureïnski.